# PYCARD
PYCARD, или ASC (сокр. от англ. apoptosis-associated speck-like protein containing a CARD, апоптоз-ассоциированный Speck-подобный белок, содержащий CARD) — цитозольный адаптерный белок. Продукт гена человека PYCARD.
Адаптерный белок включает два домена: N-концевой PYD домен и C-концевой CARD домен. Оба домена входят в большую группу т. н. доменов смерти, состоящих из 6 спиралей, которые опосредуют формирование крупных мультимолекулярных сигнальных комплексов, активирующих каспазу и играющих, таким образом, важную роль в воспалении и апоптозе. В клетках белок ASC находится в цитоплазме, но при активации апоптоза образует сферические белковые агрегаты вблизи клеточного ядра. Существуют две изоформы ASC.

## Взаимодействия
PYCARD взаимодействует с белком MEFV.